# 老圭山山脉
老圭山山脉又称圭山山脉，是云南省昆明市、曲靖市、红河哈尼族彝族自治州的一座山脉，全长200千米，主要位于石林彝族自治县，最高峰是海拔2,601米的主峰老圭山，也是石林县的最高点。主峰由于看似一只巨大的海龟而被称为“龟山”，后改成圭山；老圭山的彝语名意为“大雁山”，因远看似大雁而得名。山脉东部因受普拉河切割，海拔1,600米，形成相对低洼的谷地，北部起伏平缓，土层肥厚开阔。明代山上建有土司城堡，清代建起佛教圭山寺，是附近各县居民朝拜的圣地。
2000年12月28日，中华人民共和国林业局审核批准主峰老圭山建立圭山国家森林公园，面积3,206亩。